# Michel Khleifi
Michel Khleifi (in arabo ميشيل خليفي‎?; Nazareth, 3 novembre 1950) è un regista e sceneggiatore palestinese con cittadinanza israeliana, considerato un pioniere del cinema palestinese moderno.

## Biografia
Khleifi è nato e cresciuto a Nazareth da famiglia palestinese cristiana. Da adolescente era appassionato di teatro e sognava di studiare cinema all'estero. In quei tempi, la sua città non poteva offrirgli il futuro che desiderava, quindi emigrò in Belgio nel 1970, dove si laureò alla scuola di cinema INSAS di Bruxelles. Al termine dei suoi studi, iniziò a lavorare per la televisione come regista di servizi giornalistici. Diresse tre servizi sulla Palestina e il Libano, in seguito si dedicò alla regia di film, ambientati soprattutto in Israele e in Palestina.  Oggi, Khleifi insegna regia presso la scuola INSAS di Bruxelles. A Ramallah e a Beirut, è inoltre supervisore del progetto didattico audiovisivo della Fondazione A.M. Qattan, la quale opera per lo sviluppo della cultura e dell'istruzione in Palestina e nel mondo arabo.

## Carriera
Khleifi realizzò il suo primo film documentario, Fertile Memories, nel 1980. Il film fu presentato alle Giornate cinematografiche di Cartagine, dove vinse il premio come miglior film d'esordio. Nel 1987 diresse il suo primo lungometraggio narrativo, Nozze in Galilea, pluri-premiato ma dibattuto. Khleifi nei suoi primi film sosteneva infatti l'unità nazionale fra palestinesi e israeliani, un concetto tollerato dai palestinesi ma non dall'opinione pubblica tunisina ed egiziana che lo accusò di sionismo. Nozze in Galilea fu anche il primo film diretto da un palestinese e girato in Palestina ad essere stato distribuito all'estero.
I film di Khleifi sono considerati classici del cinema moderno palestinese. Nel 1994, dopo un film basato su un romanzo belga, il regista scrisse e diresse La storia dei tre gioielli, il primo film ad essere stato girato a Gaza. In seguito, ad eccezione di un documentario, il regista non diresse altri film fino al 2009, anno in cui uscì Zindeeq. In questo film, l'approccio di Khleifi nei confronti della politica israeliana è più cinico e severo. Zindeeq si aggiudicò il Gran premio Muhr al Festival internazionale del cinema di Dubai e fu acclamato dalla stampa araba.

## Filmografia parziale
- Al Dhakira al Khasba - documentario (1980)
- Nozze in Galilea (Urs al-jalil) (1987)
- Le cantique des pierres (Nashid Al-Hajar) (1990)
- L'ordre du jour (1993)
- La storia dei tre gioielli (Hikayatul jawahiri thalath) (1995)
- Forbidden Marriages in the Holy Land – documentario (1996)
- Zindeeq (2009)